# 베지 카이드 에셉시
모하메드 베지 카이드 에셉시(아랍어: محمد الباجي قائد السبسي, 문화어: 무함마드 알 바쥐 까이드 앗 씹씨, 1926년 11월 29일~2019년 7월 25일)는 튀니지의 정치인이다. 2011년 2월 27일부터 12월 24일까지 국무총리를 역임하기도 했다. 2019년 7월 25일에 수도 튀니스의 군 병원에서 재임 중 노환으로 향년 92세를 일기로 사망했다.

## 역대 선거 결과
| 선거명      | 직책명          | 대수 | 정당          | 득표율 | 득표수      | 결과 | 당락 |
| ----------- | --------------- | ---- | ------------- | ------ | ----------- | ---- | ---- |
| 2014년 선거 | 튀니지의 대통령 | 5대  | 튀니지의 소리 | 55.68% | 1,731,529표 | 1위  |      |